# Артур Вітор Гімарайнс
Артур Вітор Гімарайнс (порт. Artur Victor Guimarães, нар. 15 лютого 1998, Форталеза) — бразильський футболіст, нападник російського клубу «Зеніт». Чемпіон Росії, володар Кубка Росії та Суперкубка Росії. Відомий також за виступами в низці бразильських клубів, зокрема за клуб «Палмейрас», у складі якого став триразовим чемпіоном Бразилії, а також за виступами в молодіжній збірній Бразилії.

## Клубна кар'єра
Артур Вітор Гімарайнс народився 1998 року в місті Форталеза. Розпочав займатися футболом у юнацькій команді футбольного клубу «Піауї», пізніше займався у школах клубів «Палмейрас» та «Сеара». У дорослому футболі дебютував 2016 року виступами за команду «Палмейрас», проте в цьому сезоні провів лише один матч чемпіонату, та переданий в оренду до клубу «Греміо Новорізонтіно», а пізніше до клубу «Лондрина». У 2018 році повернувся до клубу «Палмейрас», проте знову гравцем основи не став, і у 2019 році знову на правах оренди грав за клуб «Баїя».
У 2020 році вже на умовах постійного контракту Артур став гравцем команди «Ред Булл Брагантіно». У цій команді він швидко став одним із гравців основи, та одним із кращих бомбардирів команди. У складі «Ред Булл» футболіст грав до 2023 року, після чого повернувся до «Палмейраса», де цього разу зумів стати гравцем основи, та здобути в його складі титул чемпіона Бразилії.
На початку 2024 року Артур став гравцем російського клубу «Зеніт». У складі петербуржців футболіст протягом року став чемпіоном Росії, володарем Кубка Росії та володарем Суперкубка Росії.

## Виступи за збірні
Протягом 2016—2017 років Артур Вітор Гімарайнс залучався до складу молодіжної збірної Бразилії. На молодіжному рівні зіграв у 6 офіційних матчах.

## Титули і досягнення
- Чемпіон Бразилії (3):

«Палмейрас»: 2016, 2018, 2023
- Чемпіон Росії (1):

«Зеніт»: 2023–2024
- Володар Кубка Росії (1):

«Зеніт»: 2023–2024
- Володар Суперкубка Росії (1):

«Зеніт»: 2024